# Емі Екер
Емі Луї́з Е́кер (англ. Amy Louise Acker; нар. 5 грудня 1976 року Даллас, Техас, США) — американська акторка. Вона найбільш відома своїми ролями у телесеріалах «Ангел» як Вініфред Беркл та Іллірія і «Шпигунка» як Келлі Пейтон. Вона також відома роллю доктора Клер Сондерс («Віскі») у телешоу «Клуб ляльок» та хакерка Рут у «Підозрюваному».

## Дитинство
Народилася 5 грудня 1976 і виросла в Далласі, де вона закінчила Середню школу Лейк Гайлендс.
Згодом вона отримала ступінь бакалавра в галузі театру в Південному методистському університеті.
За свої молоді роки навчання в коледжі деякий час позувала як модель для J.Crew. У 1999 році вона була номінована на Нагороду Леон Рабіна за «Видатний акторський виступ в провідній ролі» за роботу в п'єсі ''Thérèse Raquin''. Того ж року вона отримала ступінь бакалавра образотворчих мистецтв. Працювала актрисою театру протягом декількох сезонів, у тому числі в Американському театрі гравців в Спрінг-Грін, штат Вісконсин.

## Кар'єра
Дебют на телебаченні стався, коли вона знялася в ролі Уініфред «Фред» Бьоркл з другого по п'ятий сезони т/с Ангел, а також як персонажі Іллірія в частині п'ять останнього сезону. Вона виграла в 2003 році приз Сатурн за «Найкращу жіночу роль другого плану на телебаченні» за створений нею образ.
У 2005 році вона приєдналася до акторського складу т/с Шпигунка в останньому сезоні, граючи лиходійський персонаж Келлі Пейтон. Екер почала з запрошеної зірки і закінчила повним зарахуванням до акторського складу, що показано у фінальних епізодах в квітні і травні 2006-го.
Також в 2005 році озвучила для характеру Полювальниці з мультсеріалу Justice League Unlimited.

## Фільмографія
| Рік       |    | Українська назва                 | Оригінальна назва                                         | Роль                                                                                 |
| --------- | -- | -------------------------------- | --------------------------------------------------------- | ------------------------------------------------------------------------------------ |
| 2017—2019 | с  | Обдаровані                       | The Gifted                                                | Кейт Стракер (головна роль)                                                          |
| 2016      | ф  |                                  | The Energy Specialist                                     | Claire                                                                               |
| 2015—2018 | с  | Форс-мажори                      | Suits                                                     | Естер Едельштейн (3 епізоди)                                                         |
| 2017      | ф  |                                  | Amanda & Jack Go Glamping                                 | Amanda                                                                               |
| 2015—2017 | с  |                                  | Con Man                                                   | Dawn Jones (6 епізодів)                                                              |
| 2016—2017 | с  | МакГайвер                        | MacGyver                                                  | Сара Адлер (2 епізоди)                                                               |
| 2016      | тф | Різдво з Лускунчиком             | A Nutcracker Christmas                                    | Лілі                                                                                 |
| 2012—2016 | с  | Підозрюваний                     | Person of Interest                                        | Рут / Саманта Гровз (65 епізодів)                                                    |
| 2015      | тф |                                  | A Novel Romance                                           | Sophie Atkinson                                                                      |
| 2014      | ф  |                                  | Let's Kill Ward's Wife                                    | Gina                                                                                 |
| 2014      | с  | Агенти Щ.И.Т.                    | Agents of S.H.I.E.L.D.                                    | Одрі Нейтан (1 епізод)                                                               |
| 2014      | кф |                                  | The Lord of Catan                                         | Sugar Monkey                                                                         |
| 2013      | с  |                                  | Husbands                                                  | Claudia (1 епізод)                                                                   |
| 2011—2013 | с  | CSI: Місце злочину               | CSI: Crime Scene Investigation                            | Сенді Ларкін / Сенді Солфакс (2 епізоди)                                             |
| 2013      | мс | Скубі-Ду: Містична корпорація    | Scooby-Doo! Mystery Incorporated                          | Нова (4 епізоди)                                                                     |
| 2012      | с  | Сховище 13                       | Warehouse 13                                              | Трейсі (1 епізод)                                                                    |
| 2012      | ф  | Багато галасу з нічого           | Much Ado About Nothing                                    | Беатріс                                                                              |
| 2012      | ф  | Хижа в лісі                      | The Cabin in the Woods                                    | Венді Лін                                                                            |
| 2012      | с  | Якось у казці                    | Once Upon a Time                                          | Нова / сестра Астрід (1 епізод)                                                      |
| 2012      | с  | Грімм                            |                                                           | Лєна Марчинко (1 епізод)                                                             |
| 2011      | тф |                                  | Dear Santa                                                | Crystal Carruthers                                                                   |
| 2011      | ф  |                                  | Sironia                                                   | Molly                                                                                |
| 2010      | с  | Незвичайна родина                | No Ordinary Family                                        | Аманда Грейсон (2 епізоди)                                                           |
| 2010      | с  |                                  | Happy Town                                                | Rachel Conroy (8 епізодів)                                                           |
| 2010      | с  | Гарна дружина                    | The Good Wife                                             | Тріш Аркін (1 епізод)                                                                |
| 2010      | с  | Жива мішень                      | Human Target                                              | Катеріна Волтерс (1 епізод)                                                          |
| 2009—2010 | с  | Клуб ляльок                      | Dollhouse                                                 | д-р Клер Саундерс / Віскі / Клайд Рендольф (14 епізодів)                             |
| 2009      | ф  |                                  | 21 and a Wake-Up                                          | Caitlin Murphy                                                                       |
| 2008      | с  | Приватна практика                | Private Practice                                          | Моллі Медісон (1 епізод)                                                             |
| 2008      | тф |                                  | Fire & Ice                                                | Princess Luisa                                                                       |
| 2008      | с  |                                  | October Road                                              | Jenny Bristol / Girl in Blue Uniform (2 епізоди)                                     |
| 2008      | тф |                                  | Voices                                                    | Ellie Daly                                                                           |
| 2007      | с  | Та, що говорить з привидами      | Ghost Whisperer                                           | Тесса Лукас (1 епізод)                                                               |
| 2007      | с  | Закон і порядок: Злочинні наміри | Law & Order: Criminal Intent                              | Леслі ЛеЗард (1 епізод)                                                              |
| 2007      | с  |                                  | Drive                                                     | Kathryn Tully (3 епізоди)                                                            |
| 2006      | ф  |                                  | The Novice                                                | Jill Yarrut                                                                          |
| 2005—2006 | с  |                                  | Alias                                                     | Kelly Peyton (13 епізодів)                                                           |
| 2006      | с  | Як я зустрів вашу маму           | How I Met Your Mother                                     | Пенелопа (1 епізод)                                                                  |
| 2006      | с  |                                  | The Unit                                                  | Kim Brown (1 епізод)                                                                 |
| 2005—2006 | мс |                                  | Justice League Unlimited                                  | The Huntress / Helena Bertinelli / Little Girl / Maria Bertinelli (голос, 4 епізоди) |
| 2005      | с  | Надприродне                      | Supernatural                                              | Андреа Барр (1 епізод)                                                               |
| 2005      | кф |                                  | Mr. Dramatic                                              | Jodi                                                                                 |
| 2004      | мс | Джонні Браво                     | Johnny Bravo                                              | Джекі / касирка (голос, 1 епізод)                                                    |
| 2001—2004 | с  | Ангел / Енджел                   | Angel                                                     | Вініфред Беркл / Ілірія (70 епізодів)                                                |
| 2003      | тф |                                  | Return to the Batcave: The Misadventures of Adam and Burt | Bonnie Lindsey                                                                       |
| 2002      | ф  | Спіймай мене, якщо зможеш        | Catch Me if You Can                                       | Міггі                                                                                |
| 2002      | ф  | Зона 51                          | Groom Lake                                                | Кейт                                                                                 |
| 2001      | кф |                                  | The Accident                                              | Nina                                                                                 |
| 2001      | с  | Мисливці за нечистю              | Special Unit 2                                            | Ненсі (1 епізод)                                                                     |
| 1999      | с  |                                  | To Serve and Protect                                      | Melissa Jorgensen (1 епізод)                                                         |
| 1997—1998 | с  |                                  | Wishbone                                                  | Venus / Catherine Morland / Priscilla (3 епізоди)                                    |